# Гаррі Гебнер
Гаррі Гебнер (англ. Harry Hebner, 15 червня 1891 — 12 жовтня 1968) — американський плавець.
Олімпійський чемпіон 1912 року, призер 1908 року.